# Toppmurkla
Toppmurkla (Morchella conica) är en hattsvamp i familjen Morchellaceae. Arten beskrevs vetenskapligt 1818 av den nederländske botanikern Christiaan Hendrik Persoon. Toppmurklor växer under våren, mest i månaden maj på blandade platser, ofta på brandfält och störd mark. De kan även dyka upp i rabatter med barkjord.

## Utseende
Hattarna kan ha ganska olika utseende, allt ifrån avlånga med topp till nästan runda. Svampens fruktkropp blir normalt 10–25 cm hög. På Naturhistoriska riksmuseet förvaras emellertid ett exemplar som i torkat tillstånd mäter 32,5 cm. Museet uppskattar att det exemplaret var 85 cm högt i färskt tillstånd. Den rekordstora toppmurklan hittades 1920 i Undersåker i Jämtland av W. Berggren.
En ovanlig svamp som är lik toppmurklan men saknar matvärde heter vindlad klockmurkla (Verpa bohemica).

## Egenskaper som matsvamp
Smak och doft är mild och svampen betecknas som läcker i svampböcker. Toppmurklor ska förvällas och sen tillagas i minst tio minuter, som en säkerhetsåtgärd. Intresset för toppmurklan som matsvamp har ökat sedan Livsmedelsverket utfärdade nya rekommendationer som innebär att stenmurklan inte längre anses vara säker att äta ens efter avkokning.